# Cyrestis sericeus
Cyrestis sericeus är en fjärilsart som beskrevs av Butler 1865. Cyrestis sericeus ingår i släktet Cyrestis och familjen praktfjärilar. Inga underarter finns listade i Catalogue of Life.